# MotorStorm (serie)
MotorStorm è una serie di giochi di corse sviluppata da Evolution Studios, Bigbig Studios e Virtuos pubblicata da Sony Computer Entertainment. I titoli sono giochi "off-road racing", con diversi tipi di veicoli con i propri punti di forza e di debolezza e tracciati con diversi terreni che possono ostacolare o migliorare la movimentazione dei veicoli.
La premessa centrale della serie è un raduno di appassionati di corse off-road per un evento intitolato "MotorStorm Festival". I partecipanti al Festival MotorStorm non sono limitati alla scelta dei veicoli e la corsa spietata è incoraggiata. Durante le corse sono permessi qualsiasi combinazione di veicoli da utilizzare insieme in un singolo evento.
A causa della chiusura di Evolution Studios, il 22 marzo 2016, il futuro della serie (di cui Sony possiede ancora i diritti) è sconosciuto. Codemasters ha in seguito acquisito Evolution, salvando lo studio dalla chiusura e assumendo gran parte dei suoi dipendenti, che stanno già lavorando a una nuova serie.

## Videogiochi
- MotorStorm (2006); Evolution Studios
- MotorStorm: Pacific Rift (2008); Evolution Studios
- MotorStorm: Arctic Edge (2009); Bigbig Studios, Virtuos
- MotorStorm: Apocalypse (2011); Evolution Studios
- MotorStorm: RC (2012); Evolution Studios